# Нюхта
Нюхта́ (рос. Нюхта, марій. Нюхта) — присілок у складі Медведевського району Марій Ел, Росія. Входить до складу Шойбулацьке сільського поселення.

## Населення
Населення — 111 осіб (2010; 124 у 2002).
Національний склад (станом на 2002 рік):
- лучні марійці — 89 %